# Каменский, Георгий Александрович
Каменский Георгий Александрович (8 ноября 1925 года, Ростов-на-Дону — 19 июня 2013 года, Иерусалим) — учёный-математик, педагог, профессор, поэт-переводчик. Предметом его исследований были дифференциальные и дифференциально функциональные уравнения.

## Основной научный вклад
Г.А. Каменский стоял у истоков создания теории дифференциально функциональных уравнений (уравнения с отклоняющимся аргументом). Каменский развил ранее существовавшую теорию А.Д. Мышкиса, который рассматривал в своих работах уравнения с запаздывающим аргументом и уравнения с опережающим аргументом. Каменский рассмотрел случаи, когда запаздывание и опережение присутствуют вместе. Ему удалось рассмотреть класс уравнений, включающих уравнения всех таких типов и, что главное, разделить уравнения на типы и для каждого типа доказать теоремы о свойствах решений начальных задач. В дальнейшем он дополнил это исследование, рассмотрев движение назад по времени. С учётом этого, удалось выделить основные классы уравнений и описать свойства решений этих уравнений.

## Биография
Трудовую деятельность Каменский начал в 9 классе во время Великой Отечественной войны. Школу окончил с медалью в 1942 году в городе Белибей (Башкирия), одновременно работая ренгенотехником в госпитале. А в 1943 году поступил в Московский авиационный институт, но проучившись четыре года, понял, что не хочет быть инженером, а хочет заниматься чистой математикой. К удивлению родственников и деканата, поскольку был перспективным студентом, забрал документы и поступил в Московский государственный университет, который окончил в 1952 г. Кандидат физико-математических наук с 1958 г. Преподавал в Московском авиационном институте (МАИ), в Пекинском авиационном университете (ПАУ), в одном из американских университетов штата Род-Айленд, в Берлинском университете имени Гумбольдта, в университете имени Демокрита (город Трейс, Греция). В совершенстве владел русским, английским и немецким языками и читал лекции на этих языках.
С 1988 г. на кафедре дифференциальных уравнений МАИ являлся руководителем постоянно действующего научного семинара по дифференциальным и функционально-дифференциальным уравнениям.
В 1991 г. Каменский Г. А. стал профессором этой кафедры. С 1999 г. почётный член Академии Нелинейных Наук, член американского математического общества, академик Нью-Йоркской Академии наук.
Хобби — байдарочные походы. Был инструктором, водил группы.
В 2010 году тяжело заболев, приехал в Израиль. Жил в Беер-Шеве и в Кирьят-Арбе.
После удачной операции выздоровел и занялся литературной деятельностью. Книга переводов стихов Г.Гейне вышла в двух изданиях в 2012—2013 годах, а за две недели до смерти Г. А. Каменского вышла из издательства его книга воспоминаний.

## Семья
Жена — доктор филологических наук Каменская Ольга Львовна, специалист в области структурной лингвистики.

## Основные научные публикации
1. Л. С. Гноенский, Г. А. Каменский, Л. Э. Эльсгольц. Математические основы теории управляемых систем. М.-Наука,1969.
2. G.A. Kamenskii, A.D.Myshkis, A.L.Skubachevskii. Generalized and smooth solutions of boundary value problems for functional differential equations with many senior members. // Casopis pro pestovani matematiky, 1986, v.3, No 3, pp. 254–266.
3. G.A.Kamenskii. On some necessary conditions of extrema of functionals with deviating arguments. // Nonlinear Analysis, TMA, 1991, v.17, No 5, pp. 457–464.
4. G.A. Kamenskii. Boundary value problems for differential-difference equations arising from variational pronlems. // Nonlinear Analysis, TMA, 1992, v.18, No 8, pp. 801–813.
5. Г. А. Каменский, А. Л. Скубачевский. Линейные краевые задачи для дифференциально-разностных уравнений. М.: Изд. МАИ, 1992.
6. G.A. Kamenskii. Smoothing dynamic systems. // Nonlinear Analysis, TMA, 1996, v.27, No 10, pp. 1117–1124.
7. G.A. Kamenskii. Computer as a research tool. 8-th International Congress on Mathematical Education. Seville, Spain, 1996, Short presentations, p. 644.
8. G.A. Kamenskii, A.D.Myshkis. On the mixed type functional-differencial equations. // Nonlinear Analysis, TMA, v.30, No 5, 1997, pp. 2277–2284.
9. G.A. Kamenskii, A.D. Myshkis. Periodic solutions of linear inhomogeneous mixed functional differential equations. // J. «Functional Differential Equations», Israel, v.4, No 1-2, 1997, pp. 81–90.
10. G.A. Kamenskii. A review of the theory of mixed functional differential equations. // Problems of Nonlinear Analysis in Engineering Systems. v. 2(8),1998, pp. 1–16.

Публикации в базе данных Math-Net.Ru:
1. Прямой численный метод Эйлера нахождения экстремумов нелокальных функционалов. Г. А. Каменский, Г. Н. Кузьмин. Сиб. журн. вычисл. матем., 11:3 (2008), 297—309.
2. О сходимости одной разностной схемы к решению третьей краевой задачи для системы абстрактных эллиптических уравнений. А. Г. Каменский, Г. А. Каменский. Сиб. журн. вычисл. матем., 8:2 (2005), 109—126.
3. Approximate solution of variational problems for the mixed type nonlocal functionals. G. A. Kamenskii, E. M. Varfolomeev. Сиб. журн. вычисл. матем., 7:2 (2004), 115—123.
4. Применение метода локальных вариаций к решению вариационных задач с отклоняющимся аргументом. Л. В. Ардова, Г. А. Каменский. Ж. вычисл. матем. и матем. физ., 24:6 (1984), 938—941.
5. О минимуме квадратичного функционала и о линейных краевых задачах эллиптического типа с отклоняющимися аргументами. Г. А. Каменский, А. Д. Мышкис, А. Л. Скубачевский. УМН, 34:3(207) (1979), 197—198.
6. О собственных числах и корневых векторах некоторых дифференциально-разностных операторов. Г. А. Каменский. УМН, 33:3(201) (1978), 173—174.
7. Теоремы о промежуточных значениях и краевая задача для нелинейного дифференциального уравнения второго порядка. Г. А. Каменский. Матем. сб., 60(102):1 (1963), 3-16..
8. Дифференциальные уравнения с отклоняющимся аргументом. А. М. Зверкин, Г. А. Каменский, С. Б. Норкин, Л. Э. Эльсгольц. УМН, 17:2(104) (1962), 77-164.
9. Существование, единственность и непрерывная зависимость от начальных условий решений систем дифференциальных уравнений с отклоняющимся аргументом нейтрального типа. Г. А. Каменский. Матем. сб., 55(97):4 (1961), 363—378.
10. О постановке начальной задачи для дифференциального уравнения с опережающим аргументом. А. М. Зверкин, Г. А. Каменский, С. Б. Норкин. УМН, 15:6(96) (1960), 133—136.
11. Об уравнениях с отклоняющимся аргументом. Г. А. Каменский. Уч. записки Моск. гос. ун-та, 186 (1959), 205—209.
12. О существовании и единственности решений дифференциально-разностных уравнений нейтрального типа. Г. А. Каменский. Уч. записки Моск. гос. ун-та, 181 (1956), 83-89.
13. Об асимптотическом поведении решений линейных дифференциальных уравнений второго порядка с запаздывающим аргументом Г. А. Каменский. Уч. записки Моск. гос. ун-та, 165 (1954), 195—204.
14. Лев Эрнестович Эльсгольц (некролог). А. Б. Васильева, А. М. Зверкин, Г. А. Каменский, А. Д. Мышкис, С. Б. Норкин, А. Н. Тихонов. УМН, 23:2(140) (1968), 193—200.
15. К. У Андерсон, Д. У. Холл. Множества, последовательности и отображения. Основные понятия анализа. Рецензия. Г. А. Каменский. Ж. вычисл. матем. и матем. физ., 3:5 (1963), 975—976

Литературные труды:
1. Генрих Гейне. Стихи. Переводы Г. А. Каменского. Издание второе, дополненное. Издательство «Эра», Москва, 2013.
2. Г. А. Каменский. Воспоминания. Иерусалим, 2013.